# Oswaldo Novoa
Pour les articles homonymes, voir Oswaldo et Novoa.
Mario Rodriguez est un boxeur mexicain né le 2 février 1982 à Guadalajara.

## Carrière
Passé professionnel en 2010, il devient champion du monde des poids pailles WBC le 5 février 2014 après sa victoire par arrêt de l'arbitre au 5e round contre le chinois Xiong Zhao Zhong. Il est en revanche battu dès le combat suivant le 6 novembre 2014 par abandon à l'issue du 9e round contre Wanheng Menayothin.